# L'assassino (romanzo)
L'assassino (in originale francese L'assassin) è un romanzo di Georges Simenon edito nel 1937 da Gallimard e pubblicato in italiano nel 2011 dalla casa editrice Adelphi tradotto da Raffaella Fontana.
Il romanzo è stato scritto all'hotel "P. L. M." di Combloux, in Alta Savoia, nel dicembre 1935. Gaston Gallimard ottenne che il risvolto di copertina della prima edizione venisse scritto dell'autore. Esso dice: "L'azione si svolge in una piccola città olandese colpita da pioggia e neve dove la gente, per guardarsi riflessa nei vetri deve spazzare via la nebbia. C'era, mi ricordo, una ragazzina che suonava il pianoforte. Poi qualcun altro che giocava al biliardo. Quanto alle vittime, che sono due, siccome le si conoscevano poco, non hanno granché importanza". Quando l'autore rileggerà il libro nel 1948 scriverà un appunto che dice: "se non uno dei migliori, uno dei più significativi, e ciascun oggetto è disperatamente al posto giusto. Bisogno di uscire dalla realtà".
Il libro è stato portato sullo schermo da Ottokar Runze, in un film tedesco dal titolo Der Mörder, uscito nel 1979.

## Trama
Sneek, Frisia olandese, gennaio. Hans Kupérus è un medico e anche un uomo corpulento, metodico, abitudinario, riservato. Ha da sempre un'ambizione frustrata: quella di diventare presidente dell'unico posto di ritrovo del piccolo paese in cui è cresciuto: il circolo del biliardo. È un martedì e Kupérus è ad Amsterdam per una periodica riunione medica dove è solito fermarsi anche a dormire per tornare il giorno successivo. Ma al convegno questa volta non si presenterà. Entra in un'armeria e compra una pistola anche se non sa ancora cosa ne farà, poi riprende il treno per tornare in paese.
È ormai trascorso un anno da quando un biglietto anonimo l'aveva messo al corrente che la moglie, quando lui andava in città, passava la notte fuori casa tradendolo proprio con la persona che da sempre veniva eletto tacitamente, per la sua altolocata posizione, presidente del circolo, impedendogli di coronare il suo modesto sogno. Non lontano dalla stazione d'arrivo, il treno improvvisamente si ferma e Kuperus prende una decisione. Scende di nascosto dal treno e si reca nel capanno dove è certo di trovare i due amanti. Colti sul fatto, li uccide. Poi getta i corpi nel lago che, ghiacciando, li occulterà per tutto l'inverno. Quindi rientra in paese e passa al solito caffè, chiacchiera con gli amici e torna a casa. Al rientro Neel, la domestica, gli comunica che la moglie è andata a trovare dei parenti e che sarebbe rientrata il giorno dopo. Kuperus, come se fosse la cosa più normale, ordina a Neel, sulla quale aveva da sempre fantasticato, senza mai osare nulla, di raggiungerlo in camera da letto. Dopo un debole tentativo di dissuasione lei cede alle sue richieste. Da quella volta, Kuperus rinnova ogni sera la pretesa che viene silenziosamente soddisfatta. Coinvolto sempre più in questo strano ménage scopre però che in casa, da tempo, Neel nasconde in camera sua un giovane tedesco del quale è l'amante. Il giovane in Germania è ricercato per aver ucciso, forse senza volerlo, la propria compagna. I due si parlano e Kuperos vede nel giovane una specie di alter ego, ma, ingelosito, convince la donna a farlo partire dandogli dei soldi.
Passano i mesi e Kuperos è sempre più spavaldo. Pensa che nessuno possa accusarlo. Denuncia la scomparsa della moglie e propone anche la sua candidatura a presidente del circolo. La relazione con la domestica è ormai di dominio pubblico perché lui non fa nulla per nasconderla. In primavera, i corpi della moglie e dell'amante vengono ritrovati ma l'indagine sembra propendere a un delitto casuale per furto. L'unico che potrebbe sospettare è il mittente dell'anonimo biglietto. In paese nessuno osa apertamente accusarlo anche se viene sempre più emarginato dalla collettività tanto che rimane senza pazienti. Implicitamente, lo invitato a lasciare il paese, ma Kuperus si rifiuta mantenendo un atteggiamento altezzoso e provocatorio. Dopo una ennesima discussione sul suo comportamento, Neel gli confessa di essere lei l'autrice della missiva. Voleva vendicarsi di un piccolo torto fattole dalla moglie. Questa rivelazione e la motivazione che ha provocato la catena di fatti che gli hanno stravolto la vita spingono ulteriormente il medico verso l'autodistruzione.

## Edizione italiana
- Georges Simenon, L'assassino, “Biblioteca Adelphi” n° 575, Milano: Adelphi, 2011 ISBN 978-88-459-2602-0